# Semiotellus stigmaticus
Semiotellus stigmaticus är en stekelart som först beskrevs av Walker 1874.  Semiotellus stigmaticus ingår i släktet Semiotellus och familjen puppglanssteklar. Inga underarter finns listade i Catalogue of Life.